# روار يوهانسن (لاعب كرة قدم)
روار يوهانسن (بالنرويجية: Roar Johansen)‏ هو لاعب كرة قدم ومدرب كرة قدم نرويجي في مركز الدفاع، ولد في 8 يوليو 1935 في فريدريكستاد في النرويج، وتوفي بنفس المكان في 23 أكتوبر 2015. شارك مع منتخب النرويج لكرة القدم. أما مع النوادي، فقد لعب مع نادي فريدريكستاد.

## وصلات خارجية
- روار يوهانسن (لاعب كرة قدم) على موقع اتحاد النرويج (النرويجية)
- روار يوهانسن (لاعب كرة قدم) على موقع قاعدة بيانات كرة القدم.إي يو (الإنجليزية)
- روار يوهانسن (لاعب كرة قدم) على موقع ناشيونال فوتبول تيمز (الإنجليزية)
- روار يوهانسن (لاعب كرة قدم) على موقع عالم كرة القدم.نت (الإنجليزية)